# Hemignathus vorpalis
Hemignathus vorpalis es una especie extinta de ave paseriforme de la familia Fringillidae. Sólo se conoce a partir de restos fósiles. Era endémica de la isla de Hawái y se cree que su extinción se produjo dentro de los últimos 3000 años, pero el tiempo y las razones exactas no están claras. Era de tamaño grande y tenía la morfología del pico diferente a los demás miembros del género Hemignathus.